# Magisches Dreieck der Vermögensanlage

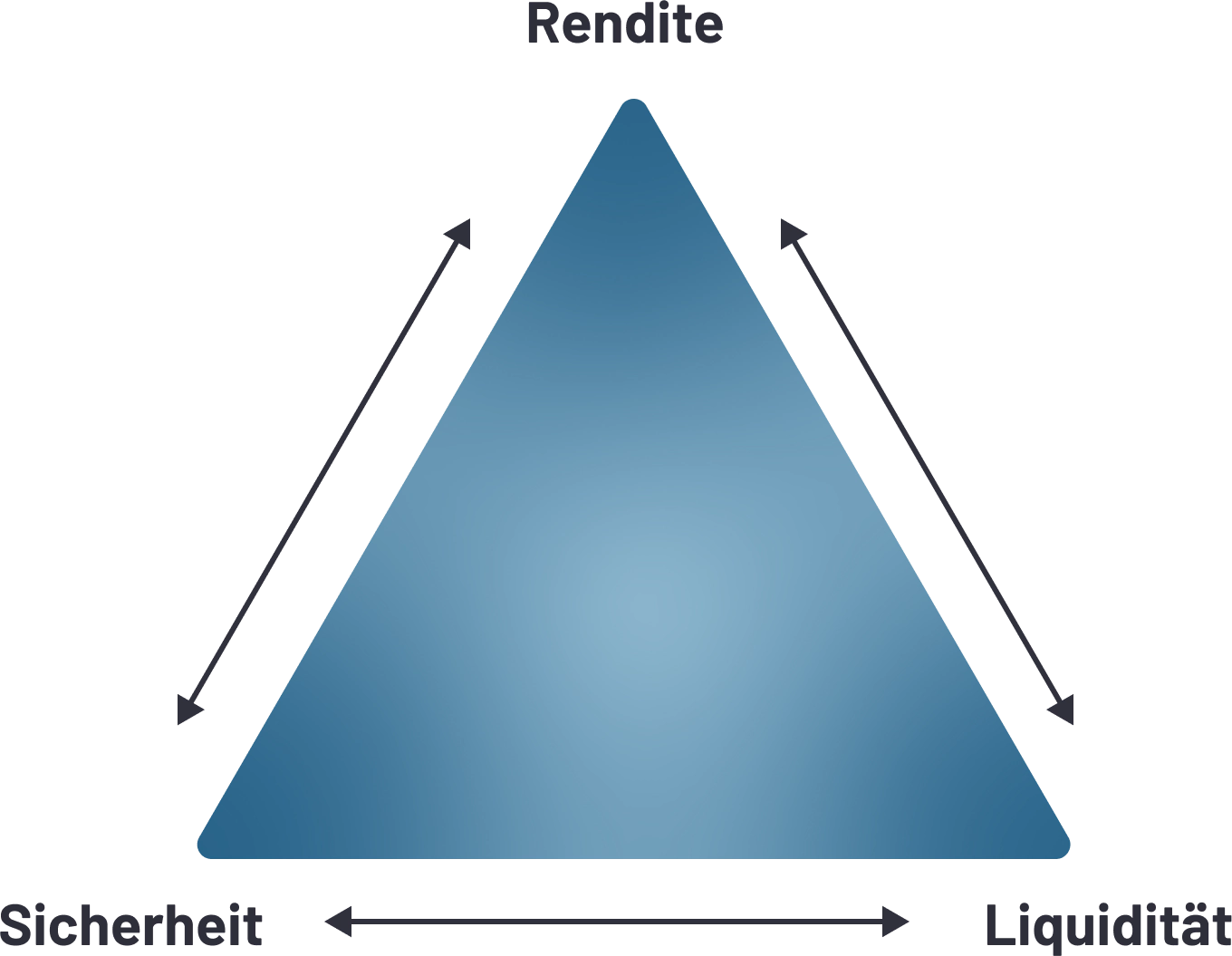
Spannungsfelder der drei grundlegenden Ziele einer Geldanlage mit den Anlagezielen Rentabilität, Liquidität und Sicherheit

Das magische Dreieck der Vermögensanlage (auch magisches Dreieck der Geldanlage) bezeichnet die bei der Vermögensanlage untereinander konkurrierenden Ziele Rentabilität, Sicherheit und Liquidität.
Die drei Ziele werden durch die Eckpunkte des Dreiecks symbolisiert. Da sich diese Ziele in einem gegenläufigen Spannungsverhältnis zueinander befinden, wird der Kompromiss daraus als magisch bezeichnet. Es können nie alle drei Faktoren gleichzeitig und im gleichen Maß erreicht werden.

## Erläuterung der Begriffe
- Sicherheit: Mit der Sicherheit ist in diesem Zusammenhang der Erhalt des Vermögens gemeint. Ein höheres Maß an Sicherheit kann zum Beispiel durch die Streuung des Vermögens (Diversifikation) erreicht werden.
- Liquidität (auch Verfügbarkeit): Liquidität einer Anlage drückt aus, wie schnell ein in diese Anlage investierter Betrag wieder zu Bargeld oder Bankguthaben umgewandelt werden kann beziehungsweise wie hoch die aus der Umwandlung resultierenden (Straf-)Kosten sind. Je kleiner dieser Umwandlungszeitraum ist, desto liquider ist die Vermögensanlage.
- Rentabilität (auch Rendite): Die Rentabilität beschreibt den Ertrag, der aus einer Investition in eine Anlage resultiert. Erträge können beispielsweise durch Dividenden-, Zinszahlungen, Wertsteigerungen (Kursveränderungen) oder sonstige Ausschüttungen erzielt werden.

## Gegenseitige Abhängigkeit der Ziele
Das Dreieck soll anschaulich darstellen, dass immer nur zwei der drei Ziele erreichbar sind bzw. dass bei dem Fokus auf zwei Ziele ein drittes vernachlässigt werden muss. Anleger wollen einen möglichst hohen Gewinn erwirtschaften, sein Geld sicher angelegt wissen und dabei flexibel bleiben, also jederzeit Zugriff auf das Geld haben (Liquidität). Hier liegt der "magische" Konflikt: Diese drei Ziele lassen sich fast nie vollständig gleichzeitig erfüllen, weil sie sich oft gegenseitig behindern.
- Geldanlagen mit hoher Sicherheit und hoher Liquidität bzw. schneller Verfügbarkeit sind wenig rentabel.

- Geldanlagen mit hoher Rentabilität und hoher Sicherheit sind nicht liquide bzw. schnell verfügbar.

- Geldanlagen mit hoher Rentabilität und schneller Verfügbarkeit sind riskant bzw. weisen eine niedrige Sicherheit auf.

## Beispiele
- Hohe Sicherheit, hohe Liquidität, niedrige Rentabilität: 
Sparbücher ohne zeitliche Bindung und Tagesgeldkonten sind in der Regel durch einen Einlagensicherungsfonds geschützt und weisen deshalb eine hohe Sicherheit auf. Zusätzlich sind sie täglich und damit schnell verfügbar, weisen also auch eine hohe Liquidität auf. Da das Vermögen der Bank für einen nicht feststehenden Zeitraum zur Verfügung steht, kann diese nur eingeschränkt damit wirtschaften und deshalb auch nur eine niedrige Rendite gewähren.

- Hohe Sicherheit, niedrige Liquidität, hohe Rentabilität: 
Langfristige Anleihen und Sparverträge sind in der Regel ebenfalls durch einen Einlagensicherungsfonds gedeckt (hohe Sicherheit) und stehen der Bank im Gegensatz zu beispielsweise Tagesgeldkonten für einen längeren Zeitraum zur Verfügung (niedrige Liquidität). Dies ermöglicht der Bank wirtschaftliches Handeln in einem längerfristigen Zeitraum und sie kann auf das Vermögen höhere Renditen geben.

- Niedrige Sicherheit, hohe Liquidität, hohe Rentabilität: 
Aktien oder Optionen können täglich gehandelt werden (hohe Liquidität) und können eine hohe Rentabilität aufweisen. Beispielsweise das Risiko von Kursschwankungen (Marktrisiko) oder das Emittentenrisiko senken die Sicherheit dieser Geldanlagen aber deutlich.

## Magisches Viereck
Nimmt man als weitere Klasse soziale oder ökologische Kriterien hinzu, entsteht das magische Viereck der Geldanlage. Eine solche Geldanlage bezeichnet man als nachhaltiges oder ethisches Investment. Hier kann zu dem Zielkonflikt zwischen Rendite, Risiko und Liquidität noch ein Konflikt mit ethischen Kriterien hinzutreten; die meisten Untersuchungen kommen jedoch zu dem Schluss, dass Geldanlagen, die ethische Kriterien berücksichtigen, nicht schlechter abschneiden.
„Jede Entscheidung zum Investieren hat einen Effekt – auf unser Klima, die biologische Vielfalt unseres Planeten, aber auch auf soziale Aspekte wie Menschenrechte oder Arbeitsbedingungen“, sagt Matthias Kopp, Leiter Sustainable Finance beim WWF Deutschland.
Die Nachhaltigkeitsdimension schaut darauf, wie eine Geldanlage die Umwelt und das soziale Umfeld beeinflusst.